# Цзин Жуйсюэ
Цзин Жуйсюэ́ (кит. упр. 景瑞雪, пиньинь Jǐng Ruìxuě, род.4 июля 1988) — китайская спортсменка, борец-вольник, чемпион мира и призёр Олимпийских игр.

## Биография
Цзин Жуйсюэ родилась в 1988 году в уезде Цзычжоу городского округа Юйлинь провинции Шэньси. С детства занималась в Цзычжоуской спортшколе, в 2001 году поступила в Юйлиньскую спортшколу, в сентябре 2001 года вошла в сборную провинции Шэньси, в сентябре 2003 — в национальную сборную.
В 2005 году Цзин Жуйсюэ завоевала серебряную медаль чемпионата мира и выиграла чемпионат Азии. В 2006 и 2007 годах она завоёвывала золотые медали чемпионата мира. В 2009 году она завоевала золотую медаль 11-й Спартакиады народов КНР, в 2011 стала бронзовым призёром чемпионата мира, а в 2012 — серебряным призёром Олимпийских игр.